# Filipe Ricardo de Hanau-Münzenberg
Filipe Ricardo de Hanau-Münzenberg (2 de Agosto de 1664 - 4 de Outubro de 1712) foi o governante do condado de Hanau-Münzenberg de 1680 a 1712.

## Infância e juventude
Filipe Ricardo nasceu em 1664 em Bischofsheim am hohen Steg (actual Rheinbischofsheim), filho do conde João Ricardo II de Hanau-Lichtenberg e da condessa palatina Ana Madalena de Birkenfeld-Bischweiler. Quando o seu pai morreu em 1666, a sua mãe e o irmão dela, o duque Cristiano II de Zweibrücken-Birkenfeld, tornaram-se seus guardiões e do seu irmão mais novo, João Ricardo III.
Foi educado juntamente com o seu irmão mais novo, João Ricardo, inicialmente em Estrasburgo. Em 1678, mudaram-se para Babenhausen, onde a sua mãe vivia na altura. Nesse mesmo ano iniciaram uma Grande Digressão pela Alsácia, Suíça e Genebra. Em 1690, realizaram uma viagem de um ano a Savoia e Turim, em 1681 a Paris, a 1683 aos Países Baixos, Inglaterra e algumas províncias francesas. Em inícios de 1684, estiveram em Munique, depois viajaram para Veneza onde assistiram ao Carnaval, e depois visitaram a cidade de Roma onde foram recebidos pelo papa Inocêncio XII e pela antiga rainha Cristina da Suécia. Depois visitaram Nápoles, Florença, Modena, Parma e Mântua. Em 1686, visitaram a corte imperial em Viena e, na viagem de regresso, passaram pela Boémia e visitaram a corte da Saxónia em Dresden.

## Governo

### Política
Filipe Ricardo subiu ao trono de Hanau-Münzenberg com dezasseis anos de idade no dia 3 de Junho de 1680. O seu tio Frederico Casimiro tinha arruinado as finanças do condado com as suas escapadelas e foi expulso pela sua família. Filipe Ricardo chegou ao trono, mas uma vez que ainda era menor, os seus guardiões foram seus regentes até 1687. O seu irmão mais novo, João Ricardo, foi colocado no trono de Hanau-Lichtenberg que também tinha sido arruinado por Frederico Casimiro. Hanau-Münzenberg recebeu o distrito, uma decisão confirmada num tratado de 1691.
Filipe Ricardo tornou-se maior de idade em 1687 e começou a governar independentemente. Em 1691, o duque Cristiano II entregou o seu último relatório sobre a sua guarda. O reinado de Filipe Ricardo ficou marcado por uma gerência responsável do seu território e finanças que tentou reparar os danos causados pela Guerra dos Trinta Anos e o reinado do seu predecessor.

#### Política externa
Em 1692, Filipe Ricardo foi eleito para director permanente da Associação Wetterau dos Contes Imperiais.
Em 1704, Filipe Ricardo tornou-se membro da Ordem da Águia Negra graças ao rei Frederico I da Prússia. Teve de viajar para Berlim em 1710 para ser investido. Em 1710, o sacro-imperador Carlos VI visitou Hanau a caminho de Frankfurt onde iria ser coroado.
As suas políticas territoriais tiveram pouco sucesso. Os distritos de Schwarzenfels e Kellerei com o Castelo de Naumburg tinham sido prometidos a Hesse-Cassel. Filipe tentou recuperar estes territórios, mas falhou embora tenha conseguido recuperar territórios mais pequenos, nomeadamente o mosteiro de Konradsdorf. Trocou alguns territórios com Isenburg, trocando partes de Hain em Dreieich por uma parte de Dudenhofen. Também comprou o Tribunal de Gronauer que antes pertencia ao mosteiro de Ilbenstadt.

#### Política interna
Durante o seu reinado, vários refugiados religiosos viajaram para o seu condado, algo que já tinha acontecido cem anos antes, durante o reinado do conde Filipe Luís II, principalmente depois de o rei Luís XIV revogar o Édito de Nantes em 1685 e de os Valdenses começarem a ser perseguidos em Savoia. Os refugiados foram aceites em parte como um acto humanitário e em parte para fortalecer a posição económica do condado. Contudo, os Valdenses apenas ficaram no condado temporariamente.

### Elevação à posição de príncipe
A literatura mais antiga afirma repetidamente que Filipe Ricardo obteve o título de príncipe. Contudo, este não parece ter sido o caso. Não existe qualquer registo de tal elevação, nem nos arquivos de Hanau que, entretanto, foram transferidos para os Arquivos Estatais de Hesse em Marburg, nem nos Arquivos Estatais de Viena nem tampouco existem registos dos pagamentos referentes a este título. Foi documentado que Filipe gastou tempo e dinheiro para obter este título e que nunca o utilizou, algo que seria muito estranho caso o tivesse realmente recebido.

### Cultura

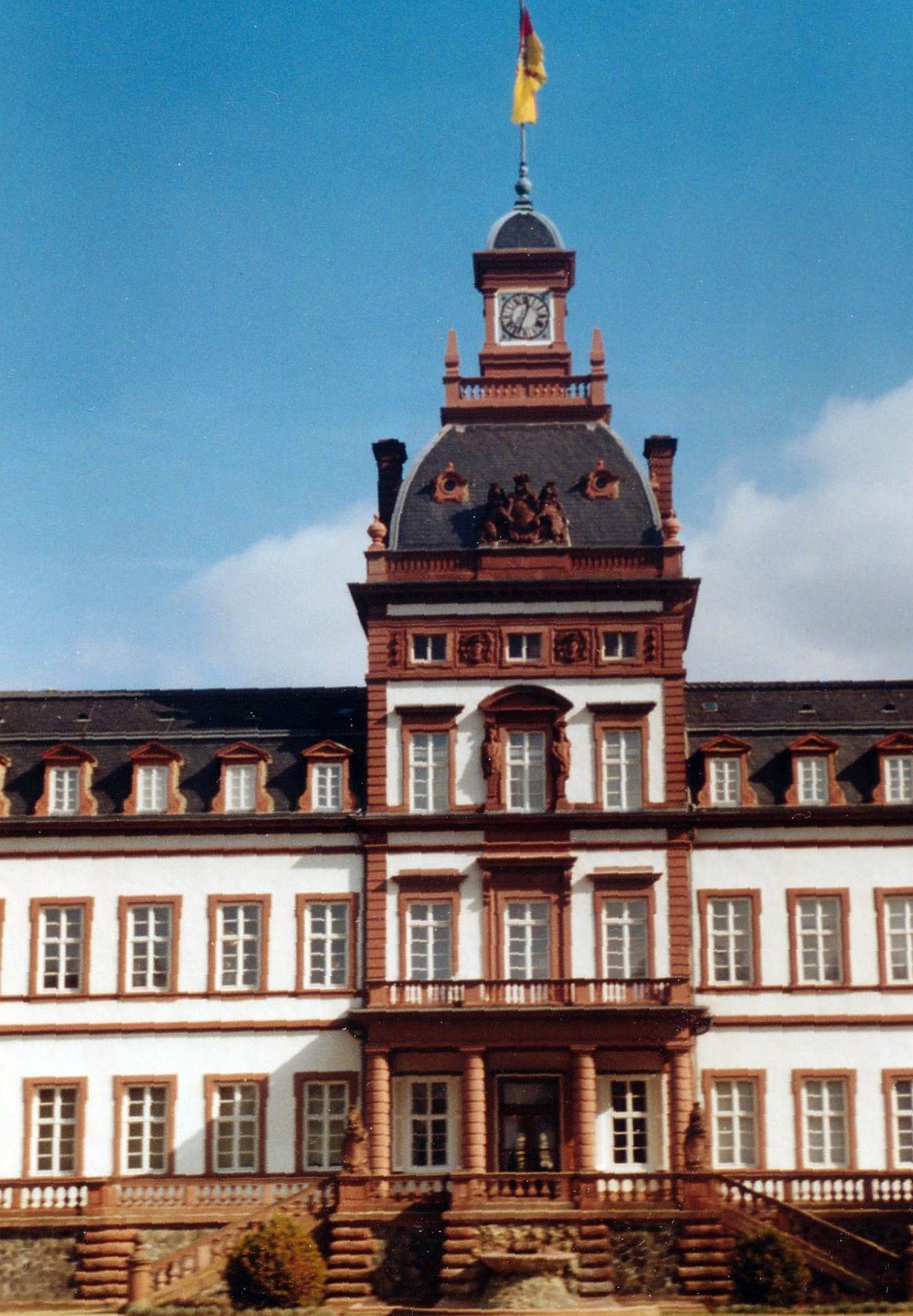
Castelo Philippsruhe

Em 1701, Filipe Ricardo mandou construir o Castelo Philippsruhe, que recebeu o nome em sua honra, na aldeia de Kesselstadt, a oeste de Hanau, mesmo junto ao portão da cidade. Em 1712, mandou construir novos estábulos para o Palácio da Cidade em Hanau (actual Parque de Congressos de Hanau). O projecto ficou completo após a sua morte pelo irmão, João Ricardo III. Durante a sua vida, Filipe Ricardo conseguiu completar a construção do edifício da universidade que hoje em dia alberga a biblioteca da cidade, em frente ao palácio.

## Casamentos e descendência
A 27 de Fevereiro de 1689, Filipe Ricardo casou-se com a sua prima, a condessa palatina Madalena Cláudia, filha do conde Cristiano II de Zweibrücken-Birkenfeld. O dote dela era de 18,000 florins. Deste casamento nasceram:
1. Filho natimorto (1691), enterrado na cripta da Igreja Luterana (actualmente: Velha Igreja de São João) em Hanau.[1]
2. Filho natimorto (1693)
3. Catarina Madalena de Hanau (16 de Junho de 1695 - 19 de Dezembro de 1695, enterrada na cripta da Igreja Luterana em Hanau.[2]

Após a morte da sua primeira esposa, Filipe Ricardo ficou noivo de Isabel Luísa Cristina de Mauchenheim, uma dama-de-companhia da sua primeira esposa. O seu desejo era casar-se com ela após a sua elevação a condessa. Tanto os seus parentes como os seus conselheiros se opunham ao casamento devido às origens humildes da noiva. Filipe terminou o noivado, convencendo-a a aceitar o acordo com dinheiro.
A 26 de Dezembro de 1705, Filipe Ricardo casou-se com a duquesa Carlota Guilhermina, filha do duque João Ernesto IV de Saxe-Coburgo-Saalfeld. O seu dote foi de 18,000 florins. Não nasceram descendentes desta união.

## Morte
Filipe Ricardo morreu no Castelo Philippsruhe a 4 de Outubro de 1712, sozinho. Foi enterrado no jazigo da família na Igreja Luterana (actual Velha Igreja de São João) em Hanau. A sua sepultura foi destruída quando a cidade de Hanau foi bombardeada durante a Segunda Guerra Mundial. A sua segunda esposa, Carlota, viveu mais cinquenta-e-cinco anos após a sua morte.
O seu irmão mais novo, João Ricardo III, que até então governava o condado de Hanau-Lichtenberg, herdou  Hanau-Münzenberg. Foi a última vez que todos os territórios de Hanau foram governados por uma única pessoa.

## Genealogia
| Filipe Ricardo de Hanau-Münzenberg | Pai: João Ricardo II de Hanau-Lichtenberg   | Avô paterno: Filipe Wolfgang de Hanau-Lichtenberg  | Bisavô paterno: João Ricardo I de Hanau-Lichtenberg  |
| Filipe Ricardo de Hanau-Münzenberg | Pai: João Ricardo II de Hanau-Lichtenberg   | Avô paterno: Filipe Wolfgang de Hanau-Lichtenberg  | Bisavó paterna: Maria Isabel de Hohenlohe-Neuenstein |
| Filipe Ricardo de Hanau-Münzenberg | Pai: João Ricardo II de Hanau-Lichtenberg   | Avó paterna: Joana de Oettingen-Oettingen          | Bisavô paterno: Luís Everardo de Oettingen-Oettingen |
| Filipe Ricardo de Hanau-Münzenberg | Pai: João Ricardo II de Hanau-Lichtenberg   | Avó paterna: Joana de Oettingen-Oettingen          | Bisavó paterna: Margarida de Erbach                  |
| Filipe Ricardo de Hanau-Münzenberg | Mãe: Ana Madalena de Birkenfeld-Bischweiler | Avô materno: Cristiano I de Birkenfeld-Bischweiler | Bisavô materno: Carlos I de Zweibrücken-Birkenfeld   |
| Filipe Ricardo de Hanau-Münzenberg | Mãe: Ana Madalena de Birkenfeld-Bischweiler | Avô materno: Cristiano I de Birkenfeld-Bischweiler | Bisavó materna: Doroteia de Brunsvique-Luneburgo     |
| Filipe Ricardo de Hanau-Münzenberg | Mãe: Ana Madalena de Birkenfeld-Bischweiler | Avó materna: Madalena Catarina de Zweibrücken      | Bisavô materno: João II de Zweibrücken               |
| Filipe Ricardo de Hanau-Münzenberg | Mãe: Ana Madalena de Birkenfeld-Bischweiler | Avó materna: Madalena Catarina de Zweibrücken      | Bisavó materna: Catarina de Ruão                     |